# إلياس سيدهم
إلياس سيدهم مواليد 10 أغسطس 1989 في ندرومة، تلمسان، هو لاعب كرة قدم جزائري يلعب مع وفاق سطيف كلاعب وسط. مثّل منتخب الجزائر لكرة القدم.

## المسيرة الاحترافية

### أندية لعب لها
- وداد تلمسان
- شباب بلوزداد
- اتحاد بلعباس
- وفاق سطيف

## روابط خارجية
- إلياس سيدهم على موقع قاعدة بيانات كرة القدم.إي يو (الإنجليزية)
- إلياس سيدهم على موقع Soccerway.com (الإنجليزية)